# Cartrivision
Cartrivision (da Cartridge Television) è un formato analogico di videoregistratore introdotto nel 1972. Prodotto dalla Avco, veniva distribuito come una televisione a cui era incorporato un videoregistratore in grado di memorizzare fino a 114 minuti su nastro magnetico, utilizzando una rudimentale compressione video.
Negli Stati Uniti d'America un sistema di videonoleggio permetteva di affittare le cartucce da un catalogo di circa 200 disponibili. Tra i titoli figuravano Il ponte sul fiume Kwai, Indovina chi viene a cena?, Il dottor Stranamore e Mezzogiorno di fuoco.